# Юриши (Даугавпилсский край)
Ю́риши (латыш. Jureiši) — населённый пункт в Аугшдаугавском крае Латвии. Входит в состав Науенской волости. Находится у автодороги A6. Расстояние до Даугавпилса составляет около 19 км. По данным на 2015 год, в населённом пункте проживало 22 человека. Неподалёку находится железнодорожная станция Науене на линии Даугавпилс — Индра.

## История
В советское время населённый пункт был центром Сандаришкского сельсовета Даугавпилсского района. В селе располагался колхоз «Победа».